# Perleberg
Perleberg é um município da Alemanha, situado no distrito de Prignitz, no estado de Brandemburgo. Tem 137,82 km² de área, e sua população em 2019 foi estimada em 12.065 habitantes.